# 리시드
리시드(Odion, リシド)는 유희왕 듀얼몬스터즈의 등장인물이다.

## 소개
성우 - 콘도 아츠시 / 안장혁
무덤 수호 일족의 인물로, 마리크가 어둠의 인격을 받아들인 후에 구울즈의 총수로서 유우기를 증오하는 것을 곁에서 지켜보며 마리크의 미래를 걱정하는 인물이다. 나중에 어둠에 묻힐 뻔한 마리크에게 중요한 교훈을 던져준다.